# Joe Hisaishi
Mamoru Fujisawa (藤澤 守, Fujisawa Mamoru), més conegut professionalment com a Joe Hisaishi (久石 譲, Hisaishi Jō, Nagano, Japó, 6 de desembre de 1950), és un compositor i director musical, conegut per fer la banda sonora de més de 100 pel·lícules i treballs individuals que daten des de 1981.
Va començar la seva carrera com a compositor de música moderna quan encara era un estudiant de l'escola de música Kunitachi. En aquell moment es va adonar que li agradava la música minimalista. Dintre la seva música ha aconseguit tocar molts estils de música diferents, com Electrònica, Clàssica Europea i Clàssica Japonesa.
Joe Hisaishi és més conegut pels treballs que va fer amb directors de cinema com Hayao Miyazaki i Takeshi Kitano, component bandes sonores per moltes de les seves pel·lícules, incloent-hi Nausicaä en la Vall del Vent (1984), El castell al cel (1986), El meu veí Totoro (1988), Escena davant la mar (1991), Porco Rosso (1992), Sonatine (1993), Kids Return (1996), HANA-BI (1997), La Princesa Mononoke (1997), L'estiu d'en Kikujiro (1999), El castell ambulant (2004), Ponyo (2008) i la guardonada pel·lícula El viatge de Chihiro (2001) o Dolls (2002).

## Biografia
Quan només tenia cinc anys va aprendre a tocar el violí, va ser quan va descobrir la seva passió per la música. Va estudiar a l'Escola de Música de Kunitachi (1969) per ser director d'orquestra. Allà es va adonar que el que li agradava de veritat era la Música Minimalista i va començar una carrera com a compositor de música contemporània. Joe Hisaishi va col·laborar amb diferents artistes minimalistes com a tipògraf, aprofundint la seva experiència en el món musical.
El seu primer treball va ser el 1974 quan va compondre la música per un petit estudi d'animació anomenat Gyatoruzu. Aquest treball i els anteriors els va signar amb el seu verdader nom.
En els anys 70’, la música popular japonesa, la música electrònica, la “nova era de la música” i Yellow Magic Orchesta (banda electrònica Japonesa dels anys 1978-1983) van influenciar a les creacions de Hisaishi i va començar a desenvolupar una música minimalista dirigida cap al treball orquestral. Les seves primeres grans partitures conegudes van ser Hajime Ningen Gyatoruz (1974) i Robokko Beeton (1976).
El seu primer àlbum va ser “MKWAJU” publicat en el 1981 i un any més tard va treure “Information”. Després d'aquests va treure molts treballs en solitari com “Piano Stories”, “My Lost City”, “ETUDE – a Wish to the Noon-”, “Asian X.T.C”, etc. Va treure molts àlbums individuals i va aconseguir adoptar el seu propi estil.
A mesura que el seu treball va començar a tenir un bon ressò, va adoptar el pseudònim de Quincy Jones, un Afroamericà compositor i productor. Que al cap dels anys i en traduir-lo al japonès va quedar com “Joe Hisaishi” (“Joe” es deriva de “Jones” i “Hisaishi” amb Japonès Quincy es pronuncia “Kuinshi” que es pot escriure amb el mateix Kanji com “Hisaishi”).
El 1983, Joe Hisaishi, ja amb el seu nou nom, va crear la banda sonora de Nausicaä en la Vall del Vent, començant així una molt bona relació amb el director de pel·lícules animades Hayao Miyazaki. Aquesta li va proporcionar una entrada de projectes immensos. El 1986, El castell al cel, i més tard, en la dècada de 1990, Porco Rosso i La princesa Mononoke van ser uns dels molts treballs que va fer amb Hayao Miyazaki. Hisaishi enfortir la seva reputació va començar a fer-se molt famós a l'àmbit de les bandes sonores i l'àmbit de la indústria de l'anime entre 1980 i 1990.

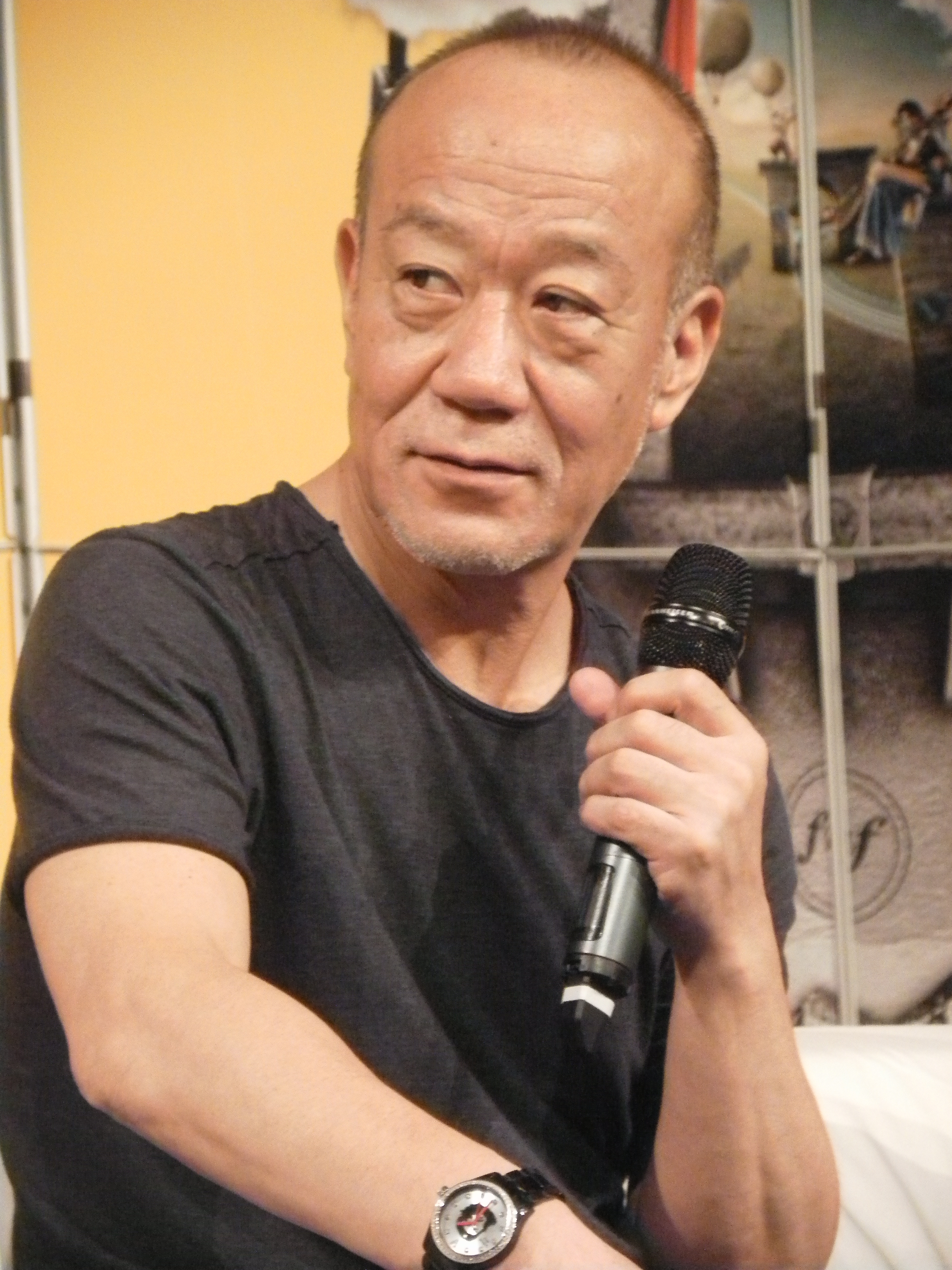
Joe Hisaishi a Krakow

Hisaishi va compondre Sasuraiger (1983), Futari Taka (1984), Honō no Alpen Rose (1985) i Oz no mahôtsukai (1986). Altres pel·lícules publicades amb la seva col·laboració van ser Movie III: Encounters in Space (1982), Birth (1984), Arion (1986), Robot Carnival (1987), Totoro (1988), Crest of the Royal Family i Maison Ikkoku (les dues en 1988), Venus Wars (1989), Kiki, l'aprenent de bruixa (1989), Porco Rosso (1992) i Ocean Heaven (2010). També va fer aportacions a altres pel·lícules fent la banda sonora de l'entrada i sortida de crèdits i alguna escena, treballs secundaris com Mahō Shōjo Lalabel (1980), Hola, Sandybell (1981), Meiken Jolie (1981), Voltron (1981), Ai Shite Knight (1983), Creamy Mami, the Magic Angel: Curtain Call (1986), i Kimagure Orange Road: M'agradaria tornar a aquell dia (1988).
L'any 1991 comença a treballar amb el polifacètic artista japonès Takeshi Kitano, fruit d'aquesta col·laboració va treballar durant 11 anys a films destacats com Escena davant la mar (1991), Sonatine (1993), Kids Return (1996), HANA-BI (1997), L'estiu d'en Kikujiro (1999) i Dolls (2002).
Com més treballs feia en la indústria de l'anime, la seva carrera va créixer. Va iniciar la seva carrera en solitari, va començar a produir música, i crear el seu propi segell (Wonder Land Inc). Un any més tard, el segell va llançar el seu primer àlbum, “Pretendre”, a Nova York.
En el 1998, ell va ser l'encarregat de fer la música dels Jocs Paralímpics d'Hivern a Nagano, la seva ciutat natal. El següent any va compondre la música de la tercera edició d'uns vídeos per aprendre el funcionament del cos humà.
Un dels seus últims treballs importants va ser compondre la banda sonora de El Viatge de Chihiro, que en el 2001 va guanyar l'Oscar a la millor pel·lícula animada. Aquell mateix any es va estrenar com a director amb la pel·lícula “Quartet”. La pel·lícula va tenir molt bones crítiques des del Festival Internacional del Cinema de Mont-real.

## Premis
- Acadèmia Japonesa per la Millor Música, 1992, 1993, 1994, 1999, 2000, 2009, i 2011.
- “Newcomer Award”, 1997 pel ministeri d'educació Japonès.
- Medalla d'Honor del Govern del Japó, 2009. Persona influent en el món de les pel·lícules.

## Discografia

### Àlbums de recopilació
| Àlbum                                | Data       |
| Symphonic Best Selection             | 1992.09.09 |
| Joe Hisaishi Best Selection          | 1999.12.22 |
| Joe Hisaishi Complete Best Selection | 2001.12.12 |
| Best Live 2003                       | 2003.10.22 |
| World Dreams                         | 2004.06.16 |
| American In Paris                    | 2005.11.30 |
| The Best Collection                  | 2006.06.07 |
| Hisaishi Meets Miyazaki Films        | 2008.04.08 |
| Piano Stories Best '88-'08           | 2008.04.16 |
| Melodyphony ~Best of Joe Hisaishi~   | 2010.10.27 |
| The Best of Cinema Music             | 2011.03.11 |

### Bandes sonores originals
| Àlbum                                               | Data       | Gènere               |
| Nausicaä de la vall del vent                        | 1984       |                      |
| →Nausicaä de la vall del vent                       | 1984.03.25 | Soundtrack Album     |
| W's Tragedy (Wの悲劇 オリジナルサントラ)            | 1984.12.21 | Soundtrack           |
| Early Spring Tale (早春物語)                        | 1985.09.01 | Soundtrack           |
| Arion                                               | 1985       |                      |
| Soil (未来の記憶)                                   | 1986       | Syoko Solo Album     |
| Maison Ikkoku                                       | 1986.10.25 | Soundtrack           |
| →El castell al cel                                  | 1986.05.25 | Image Album          |
| →Carrying You                                       | 1988-03-25 | Single               |
| Robot Carnival                                      | 1987.03.21 | Soundtrack           |
| Drifting Classroom (漂流教室 オリジナルサントラ)    | 1987.07.21 | Soundtrack           |
| →El meu veí Totoro                                  | 1987.11.25 | Image Album          |
| →Mei and the Catbus                                 | 2002.10.02 | Single               |
| Night City                                          | 1988.08.21 |                      |
| Winter travelers (冬の旅人)                         | 1988.12.21 | (1989.01.10?)        |
| →Venus Wars                                         | 1988.12.21 | Image Album          |
| →Kiki, l'aprenent de bruixa                         | 1989.04.10 | Image Album          |
| The Inners (はるかなる時間の彼方へ)                 | 1989.04.21 | Soundtrack           |
| Futari                                              | 1991.04.21 | Soundtrack           |
| Kojika Monogatari                                   | 1991.04.21 | Soundtrack           |
| →Porco Rosso                                        | 1992.05.25 | Image Album          |
| B+1                                                 | 1992.10.21 | Soundtrack           |
| A Scene at the Sea                                  | 1992.11.25 | Soundtrack           |
| Seisyun Den-Deke-Deke-Deke                          | 1992.11.25 | Soundtrack           |
| Haruka Nostalgy                                     | 1993.01.21 | Soundtrack           |
| Sonatine                                            | 1993.06.09 | Soundtrack           |
| The Water Traveller, Samurai Kids                   | 1993.08.04 | Soundtrack           |
| BIRTH                                               | 1994.03.24 |                      |
| さすがの猿飛                                        | 1994.03.24 |                      |
| Joe's Project (ぴあの)                              | 1994.06.01 |                      |
| Joe's Project 2 (ぴあの / 純名里沙)                 | 1994.08.10 |                      |
| Kids Return                                         | 1996.06.26 | Soundtrack           |
| →La princesa Mononoke                               | 1997       | Single CD            |
| Parasite Eve                                        | 1997.02.01 | Movie Soundtrack     |
| Hana-bi                                             | 1998.01.01 | Soundtrack           |
| Tree of Early Winter Rains (時雨の記)               | 1998.10.31 | Soundtrack           |
| Universe Within I: Human Body I & II                | 1999.04.28 |                      |
| Universe Within II: Brain & Mind I & II             | 1999.04.28 |                      |
| Universe Within III: Gene I & II                    | 1999.04.28 |                      |
| Kikujiro                                            | 1999.05.26 | Soundtrack           |
| First Love (Hatsu-koi)                              | 2000.03.28 | Soundtrack           |
| →Alpenrose                                          | 2000.04.26 | Symphoni Album       |
| As the River Flows                                  | 2000.04.29 | Soundtrack           |
| Brother                                             | 2001.01.17 | Soundtrack           |
| El viatge de Chihiro                                | 2001       |                      |
| Joe Hisaishi Meets Kitano Films                     | 2001.06.21 | Compilation          |
| Quartet                                             | 2001.09.27 | Soundtrack           |
| Little Tom Thumb (Le Petit Poucet)                  | 2001.10.15 | Soundtrack           |
| →El castell ambulant                                | 2004.01.21 | Image Album          |
| Dolls                                               | 2002.10.02 | Soundtrack           |
| Kaze no Bon (風の盆)                                | 2002.11.23 | Soundtrack           |
| Mibugishiden                                        | 2002.12.26 | Soundtrack           |
| Le Mécano de la General                             | 2004.09.06 | Soundtrack           |
| Welcome to Dongmakgol                               | 2005.08.04 | Soundtrack           |
| Yamato                                              | 2005.12.14 | Soundtrack           |
| A Chinese Tall Story (情癫大圣)                     | 2005.12.19 | Soundtrack           |
| The Sun Also Rises                                  | 2007.09.19 | Soundtrack           |
| Tae Wang Sa Shin Gi (태왕 사 신기)                  | 2007.09.11 | Soundtrack           |
| A Tale of Mari and Three Puppies (マリと子犬の物語) | 2007.12.08 | Soundtrack           |
| →La Ponyo al penya-segat                            | 2008.03.08 | Image Album          |
| Departures                                          | 2008.09.10 | Soundtrack           |
| Watashi Wa Kai Ni Naritai                           | 2008.11.19 | Soundtrack           |
| Sunny Et L'Elephant                                 | 2008.12.04 | Soundtrack           |
| The Postmodern Life of My Aunt                      | 2009.07.09 | Soundtrack           |
| Saka no Ue no Kumo                                  | 2009.11.18 | Soundtrack Vol 1     |
| Oruru No Mori No Monogatari                         | 2009.12.16 | Soundtrack           |
| The 19th Step                                       | 2010       | Studio Album         |
| Gui Lunmei                                          | 2010       |                      |
| Akunin (Villain)                                    | 2010.09.01 | Soundtrack           |
| Saka no Ue no Kumo                                  | 2010.11.17 | Soundtrack Vol 2     |
| Pandane to Tamagohime                               | 2011.02.02 | Soundtrack           |
| Ni No Kuni                                          | 2011       |                      |
| →Ni No Kuni                                         | 2011       | The Complete Gamerip |
| Saka no Ue no Kumo                                  | 2011.11.09 | Soundtrack Vol 3     |
| Tenchi Meisatsu                                     | 2012.09.12 | Soundtrack           |
| Tokyo Kazoku                                        | 2013.01.16 | Soundtrack           |
| Onna Nobunaga                                       | 2013.04.03 | Soundtrack           |
| NHK Shinkai Project~Giant Deep Sea Creatures        | 2013.06.26 | Soundtrack           |
| Kiseki No Ringo                                     | 2013.07.15 | Soundtrack           |
| El vent s'aixeca                                    | 2013.07.17 | Soundtrack           |
| Sweetheart Chocolate                                | 2013.11.01 | Soundtrack           |
| Kaguyahime no monogatari                            | 2013.11.20 | Soundtrack           |
| El noi i l'ocell                                    | 2023       | Soundtrack           |